# Montainville, Eure-et-Loir

Montainville este o comună în departamentul Eure-et-Loir, Franța. În 1 ianuarie 2018 avea o populație de 298 de locuitori.